# 1. Göppinger SV
Maillots
Le SV Göppingen (1. Göppinger Sportverein 1895 e.V en allemand) est un club allemand de football fondé le 13 octobre 1895 et basé à Göppingen. Il se revendique comme étant le club le plus ancien de la ville. Le 24 avril 1920, peu de temps après la Première Guerre mondiale, le SV Göppingen fusionna avec l'Athletiksportverein 1895 Göppingen et reprit l'identité de ce dernier en arborant la couleur rouge et blanche sur ses maillots.

## Histoire
Le SV Göppingen a commencé à faire parler de lui en 1934 alors qu'il faisait partie de la Gauliga Württemberg, l'une des 16 divisions de haut niveau créées lors de la réorganisation du football allemand sous le Troisième Reich, un an plus tôt. Le club évolua au somme de l'élite pour la saison 1934-1935 et 1936-1937 seulement. Pour la saison 1943-1944, date de son retour en Gauliga Württemberg, le club remporta le championnat et disputa le premier tour des éliminatoires nationales face au 1. FC Sarrebruck (défaite 3-5). La saison suivante a été la dernière avant que la Seconde Guerre mondiale ne perturbe et interrompe le championnat à travers le pays.
Une fois la guerre terminée, le SV Göppingen fit son entrée en lice dans la Landesliga Württemberg (groupe II), la deuxième division du Württemberg Football Association, soit la septième division allemande.
Le club évolue en Oberliga Baden-Württemberg pour la saison 2019-2020.

## Palmarès
- Gauliga Württemberg (1 titre)
- Champion : 1944.
- Amateurliga Württemberg (1 titre)
- Champion : 1970.
- Verbandsliga Württemberg
- Finaliste : 2014, 2015, 2016.

## Saisons récentes
| Saison    | Division                   | Niveau | Classement         |
| --------- | -------------------------- | ------ | ------------------ |
| 2003-2004 | Bezirksliga Neckar/Fils    | VII    | 11e                |
| 2004-2005 | Bezirksliga Neckar/Fils    | VII    | 6e                 |
| 2005-2006 | Bezirksliga Neckar/Fils    | VII    | 3e                 |
| 2006-2007 | Bezirksliga Neckar/Fils    | VII    | 1er ↑ *            |
| 2007-2008 | Landesliga Württemberg II  | VI     | 5e                 |
| 2008-2009 | Landesliga Württemberg II  | VII    | 2e ↑               |
| 2009-2010 | Verbandsliga Württemberg   | VI     | 8e                 |
| 2010-2011 | Verbandsliga Württemberg   | VI     | 4e                 |
| 2011-2012 | Verbandsliga Württemberg   | VI     | 3e                 |
| 2012-2013 | Verbandsliga Württemberg   | VI     | 3e                 |
| 2013-2014 | Verbandsliga Württemberg   | VI     | 2e                 |
| 2014-2015 | Verbandsliga Württemberg   | VI     | 2e                 |
| 2015-2016 | Verbandsliga Württemberg   | VI     | 2e ↑               |
| 2016-2017 | Oberliga Baden-Württemberg | V      | 7e                 |
| 2017-2018 | Oberliga Baden-Württemberg | V      | 8e                 |
| 2018-2019 | Oberliga Baden-Württemberg | V      | 5e                 |
| 2019-2020 | Oberliga Baden-Württemberg | V      | 2e (au 03.04.2020) |

* ↑ = Promotion

## Joueurs et personnalités
- Peter Assion, joueur puis entraîneur,
- Wolfgang Neipp, joueur puis entraîneur,
- Fritz Millinger, entraîneur pour la saison 1987-1988 (sa dernière saison en tant qu'entraîneur),
- Georg Wunderlich, international allemand puis entraîneur de 1937 à 1942,
- Johann Ettmayer, international autrichien,
- Willi Hoffmann, joueur passé par le Bayern Munich (1971-1974),
- Heinz Stickel, joueur de Bundesliga (VfB Stuttgart et 1. FC Kaiserslautern).